# سمير صبري
سمير صبري (27 ديسمبر 1936 - 20 مايو 2022)، ممثل مصري.

## عن حياته
عمل في بداياته مذيعاً في الإذاعة الإنجليزية ثم اتجه إلى التمثيل والغناء. له العديد من الأفلام المصرية التي شارك بالتمثيل فيها منذ بداية مسيرته الفنية في الستينيات والسبعينيات من القرن الماضي.
مثّل عدداً من أفلامه مع الفنان عادل إمام كفيلم البحث عن فضيحة من بطولة ميرفت أمين، ومن مسلسلاته حضرة المتهم أبي الذي أُنتج عام 2006 وكذلك قضية رأي عام بطولة يسرا ولقاء الخميسي. أحب الفن منذ الصغر وعاش وسط عائلة تجيد الفن تتذوقه وتحترمه من سينما ومسرح وموسيقى أم وأب وجد و7 خالات شكلوا طفولته صنعوا شخصيته اصطحبوه إلى دور السينما والمسرح وشجعوه عندما وقف أمامهم يقلد الفنانين يغني ويرقص.
انفصل والده عن والدته وعمره تسع سنوات ليبدأ مرحلة جديدة من حياته في القاهرة بعدما انتقل إليها بصحبة والده ليسكن في عمارة النجوم والعظماء ويتبناه عبد الحليم حافظ بعد كذبة أجادها وقدمه للبنى عبد العزيز ليصبح وعمره 10 سنوات نجم البرنامج الأوروبي وله العديد من الافلام.
أسس مع رفيق الصبان ويوسف شاهين وحسين كمال وسيد رويال نقابة فنية سميت باسم «الأحرار المنفتحين». وبلغ رصيده الفني 138 فيلمًا ، وعدد من البرامج التليفزيونية منها برامجه المشهورة التي قدمها «النادى الدولى» وبرنامج «هذا المساء»، وشركة إنتاج سينمائية، ومجموعة من الجوائز التقديرية.

## أعماله

### الأفلام
- 1959: حكاية حب
- 1962: من غير ميعاد
- 1962: اللص والكلاب
- 1963: زقاق المدق
- 1963: المتمردة
- 1963: الحسناء والطلبة
- 1964: هارب من الزواج
- 1964: نهر الحياة
- 1964: لعبة الحب والجواز
- 1964: حكاية نص الليل
- 1964: العمر أيام
- 1965: جدعان حارتنا
- 1965: الراهبة
- 1966: هو والنساء
- 1966: قصر الشوق
- 1966: عدو المرأة
- 1966: شيء في حياتي
- 1966: العبيط
- 1966: 30 يوم في السجن
- 1967: معسكر البنات
- 1967: شباب مجنون جدا
- 1967: الراجل ده حيجنني
- 1967: إضراب الشحاتين
- 1967: أخطر رجل في العالم
- 1968: عالم مضحك جدا
- 1968: شنبو في المصيدة
- 1968: جزيرة العشاق
- 1968: بنت من البنات
- 1968: المليونير المزيف
- 1968: المساجين الثلاثة
- 1969: نص ساعة جواز
- 1969: الحلوة عزيزة
- 1969: أبي فوق الشجرة
- 1970: لسنا ملائكة
- 1970: المراية
- 1971: لست مستهترة
- 1971: المتعة والعذاب
- 1971: الحب المحرم
- 1971: أختي
- 1972: عودة أخطر رجل في العالم
- 1972: حب وكبرياء
- 1972: إمتثال
- 1972: الشيطان امرأة
- 1973: امرأة من القاهرة
- 1973: الرجل الآخر
- 1973: البحث عن فضيحة
- 1974: في الصيف لازم نحب
- 1974: غابة من السيقان
- 1974: حكايتي مع الزمان
- 1974: بمبة كشر
- 1974: الوفاء العظيم
- 1974: العمالقة
- 1974: الأخوة الأعداء
- 1974: الأحضان الدافئة
- 1975: ومضى قطار العمر
- 1975: مين يقدر على عزيزة
- 1975: شبان هذه الأيام
- 1975: شاطئ العنف
- 1975: سؤال في الحب
- 1975: بنت اسمها محمود
- 1975: المذنبون
- 1976: وبالوالدين إحسانا
- 1976: لا يا من كنت حبيبي
- 1976: عالم عيال عيال
- 1976: سيقان في الوحل
- 1976: رحلة الأيام
- 1976: دقة قلب
- 1976: بيت بلا حنان
- 1976: كروان له شفايف
- 1976: العيال الطيبين
- 1977: عذراء ولكن
- 1977: سري جدا
- 1977: دعاء المظلومين
- 1977: جنس ناعم
- 1977: 13 كدبة وكدبة
- 1978: من بلا خطيئة
- 1978: شقة وعروسة يا رب
- 1978: شفاه لا تعرف الكذب
- 1978: سلطانة الطرب
- 1978: بدون زواج أفضل
- 1978: أهلا يا كابتن
- 1978: المحفظة معايا
- 1978: القضية المشهورة
- 1978: الجنة تحت قدميها
- 1978: أغنية الحب والموت
- 1979: سأكتب اسمك على الرمال
- 1980: موت أميرة
- 1980: دائرة الشك
- 1981: دماء على الثوب الوردي
- 1981: اللي ضحك على الشياطين
- 1982: السلخانة
- 1983: سجن بلا قضبان
- 1984: ممنوع للطلبة
- 1984: فتوة الناس الغلابة
- 1984: امرأة في السجن
- 1984: الطماعين
- 1984: احترس من الخط
- 1985: النشالة والبيه
- 1985: الموظفون في الأرض
- 1985: الثعابين
- 1986: منزل العائلة المسمومة
- 1986: عصر الذئاب
- 1986: الجلسة سرية
- 1986: التوت والنبوت
- 1986: أحضان الخوف
- 1987: الخاتم
- 1987: الجمالية
- 1987: البيت الملعون
- 1987: الاتهام
- 1988: نشاطركم الأفراح
- 1989: عائلة مشاغبة جدا
- 1989: خيانة
- 1989: اللعب بالنار
- 1989: جحيم تحت الماء
- 1990: جحيم 2
- 1990: امرأة ضلت الطريق
- 1990: النيابة تطلب البراءة
- 1990: اقتل مراتي ولك تحياتي
- 1990: اختفاء زوجة
- 1991: مجانين على الطريق
- 1991: لعبة الأشرار
- 1991: صائد الجبابرة
- 1991: بنت مشاغبة جدا
- 1991: الهاربة إلى الجحيم
- 1991: الكلبشات
- 1991: الحلم القاتل
- 1992: نوع آخر من الجنون
- 1992: دموع صاحبة الجلالة
- 1992: ابن الجبل
- 1993: اليتيم والحب
- 1993: الصديقان
- 1994: ونسيت أني امرأة
- 1994: لعبة القتل
- 1995: في الصيف الحب جنون
- 1995: أسوار الحب
- 1996: علاقات مشبوهة
- 1996: إنذار بالقتل
- 1997: إثر حادث أليم
- 1998: القتل اللذيذ
- 2001: جحيم تحت الأرض
- 2010: الهاربتان
- 2015: بتوقيت القاهرة
- 2016: المشخصاتي 2
- 2019: محمد حسين
- 2022: حدث في 2 طلعت حرب

### المسلسلات
- 1963: هارب من الأيام
- 1966: العسل المر
- 1966: الأبواب المغلقة
- 1968: نوادر جحا المصري
- 1968: مفتش المباحث
- 1970: المصيدة
- 1972: عادات وتقاليد
- 1972: الرجل الثالث
- 1972: الخماسين
- 1993: ألف ليلة وليلة
- 1997: الخزنة دي مش لازم تتسرق
- 1998: من كل بيت حكاية
- 1999: رائحة الورد
- 1999: أم كلثوم
- 2004: يا ورد من يشتريك
- 2006: لم تنسى أنها امرأة
- 2006: قلب الدنيا
- 2006: حضرة المتهم أبي
- 2007: قيود من نار
- 2007: قضية رأي عام
- 2007: حق مشروع
- 2007: أولاد عزام
- 2008: نفق الشيطان
- 2008: قصص بوليسية
- 2008: عدى النهار
- 2008: عاليها واطيها
- 2008: جدار القلب
- 2008: أيام الرعب والحب
- 2009: ورق التوت
- 2009: النهر والتماسيح
- 2010: ملكة في المنفى
- 2010: سامحني يا زمن
- 2012: كاريوكا
- 2013: نظرية الجوافة
- 2014: المرافعة
- 2017: ريّح المدام
- 2020: فلانتينو

### المسرحيات
- 1964: العبيط
- 2009: يا إحنا يا هيه
- 2010: قطط الشوارع

### المسلسلات الإذاعية
- 1955: العسل المر
- 1967: أيام معه
- 1968: شنبو في المصيدة
- 1974: أرجوك لا تفهمني بسرعة
- 2000: شجرة اسمها الود
- 2004: رجال صنعوا الحضارة
- 2006: الوسادة ما زالت خالية
- 2009: عوام على بر الهوى
- 2009: عالم رغم أنفه
- 2010: لطيف زمانه
- 2018: برنامج ذكرياتي.[5][5][6]

### الفوازير
- 1994: إحنا فين
- 1997: مشاهير الدلتا

### تقديم البرامج
- هذا المساء
- النادي الدولي
- 1991: من غير كلام
- 1995: بدون كلام
- 1997: كان زمان
- 2002: سنة أولي هوا
- 2003: لغز رحيل السندريلا
- 2016: ذكرياتي، مع الإذاعي سيد عبد العزيز (الموسم الاول)[7]
- 2017: ليلة في شارع الفن
- 2018: ذكرياتي، مع الإذاعي محمد ترك (الموسم الثاني)[8]

## وفاته
توفى بتاريخ 20 مايو عام 2022 داخل أحد فنادق القاهرة بعد صراع مع مرض القلب.

## روابط خارجية
- سمير صبري على موقع IMDb (الإنجليزية)
- سمير صبري على موقع الدهليز
- سمير صبري على موقع قاعدة بيانات الأفلام العربية
- سمير صبري على موقع قاعدة بيانات الفيلم (الإنجليزية)